# Campeonato Nigeriano de Futebol Feminino
O Campeonato Nigeriano de Futebol Feminino começou em 1978 com a fundação da NIFFOA (Nigeria Female Football Organising Association), renomeada para NIFFPA (Nigeria Female Football Proprietors Associations) em 1979, e é formada por clubes como Jegede Babes, Ufuoma Babes, Larry Angels, Kakanfo Babes and others. O primeiro campeonato organizado pela NFA foi em 1990.

## Campeões
Lista de campeões.
| Ano  | Campeão           |
| ---- | ----------------- |
| 1990 | Jedege Babes      |
| 1991 | Não houve disputa |
| 1992 | Ufuoma Babes      |
| 1993 | Ufuoma Babes      |
| 1994 | Rivers Angels     |
| 1995 | Ufuoma Babes      |
| 1996 | Ufuoma Babes      |
| 1997 | Pelican Stars     |
| 1998 | Pelican Stars     |
| 1999 | Pelican Stars     |
| 2000 | Pelican Stars     |
| 2001 | Pelican Stars     |
| 2002 | Pelican Stars     |
| 2003 | Delta Queens      |
| 2004 | Bayelsa Queens    |
| 2005 | Pelican Stars     |
| 2006 | Bayelsa Queens    |
| 2007 | Bayelsa Queens    |
| 2008 | Delta Queens      |
| 2009 | Delta Queens      |
| 2010 | Não houve disputa |

### Títulos por clube
7 títulos:
- Pelican Stars

4 títulos:
- Ufuoma Babes

3 títulos:
- Bayelsa Queens
- Delta Queens

1 título:
- Jedege Babes
- Rivers Angels